# ناركاو
ناركاو، (بالإنجليزية: Narcao)‏، (سردينيا: Nuracau) هي بلدية، في مقاطعة جنوب سردينيا، في منطقة سردينيا الإيطالية، وتقع على بعد حوالي 40 كم (25 ميل) غرب كالياري، وحوالي 15 كم (9 ميل) شرق كاربونيا.

## السكان
في سنة 1861 بلغ عدد السكان 1٬750 نسمة، وتطور العدد ليصل في سنة 2011 لـ 3٬373 نسمة.
يظهر هذا المخطط البياني تطور النمو السكاني لـ ناركاو